# System KO w skokach narciarskich
System KO (ang. knock-out, pol. nokaut) – sposób rozgrywania wybranych konkursów Pucharu Świata w skokach narciarskich polegający na tym, że w pierwszej serii skoczkowie skaczą w 25 parach ustalonych na podstawie serii kwalifikacyjnej, z których do serii finałowej przechodzą zwycięzcy oraz 5 przegranych z najlepszymi notami.
Stosowany jest w Turnieju Czterech Skoczni od jego 45. edycji (sezon 1996/1997). Od sezonu 2021/2022 ten system stosowany jest w Turnieju Sylwestrowym, który jest częścią Pucharu Świata kobiet w skokach narciarskich.

## Kwalifikacje
Podobnie jak przed wszystkimi innymi zawodami cyklu Pucharu Świata, w ramach systemu KO przeprowadza się serie kwalifikacyjne, wyłaniające uczestników pierwszej serii konkursu głównego. Istnieje jednak kilka różnic:
- miejsca zajęte w kwalifikacjach decydują o kolejności startu w pierwszej serii (nie ma znaczenia aktualna klasyfikacja Pucharu Świata),
- ponieważ tworzonych jest 25 par, kwalifikuje się dokładnie 50 zawodników i liczba ta nie jest powiększana w przypadku zajęcia miejsc ex aequo przez kilku skoczków,
- jeśli dwóch lub więcej zawodników uzyskało tę samą notę, z niższym numerem startowym występuje w konkursie skoczek, który w kwalifikacjach miał wyższy numer,
- jeśli zawodnik upadł, lecz w swojej próbie osiągnął co najmniej 95% długości najdłuższego skoku kwalifikacji (obliczanej na podstawie kompensacji za warunki wietrzne i długość rozbiegu), automatycznie przechodzi do konkursu głównego kosztem skoczka, który w innym przypadku uzyskałby kwalifikację (powodem jest bezwzględny limit 50 uczestników konkursu głównego)[3].

Przed sezonem 2017/2018 najlepsi zawodnicy danej edycji Pucharu Świata byli zwolnieni z obowiązku udziału w kwalifikacjach do konkursów Turnieju Czterech Skoczni (podobnie jak w przypadku innych zawodów cyklu). Jeśli skoczek posiadający ten przywilej nie startował w serii kwalifikacyjnej bądź jego nota była niższa niż 50. zawodnika, w pierwszej serii skakał on z ostatnim numerem startowym, przez co rywalizował w parze ze zwycięzcą kwalifikacji. W sezonach 2007/2008 – 2016/2017 zasady te dotyczyły 10 najlepszych skoczków klasyfikacji generalnej Pucharu, wcześniej – 15 czołowych zawodników cyklu.

## Przebieg konkursu
W konkursie głównym zawodnicy rywalizują w parach ustalonych na podstawie kwalifikacji na zasadzie rozstawienia, np. skoczek, który w kwalifikacjach zajął pierwsze miejsce, skacze z zawodnikiem z miejsca 50., drugi skoczek z zawodnikiem z 49. miejsca itd., według poniższego schematu (jako pierwszy występuje zawsze skoczek z wyższym numerem startowym, suma numerów w parze wynosi 51):
| - 26 – 25 - 27 – 24 - 28 – 23 - 29 – 22 - 30 – 21 | - 31 – 20 - 32 – 19 - 33 – 18 - 34 – 17 - 35 – 16 | - 36 – 15 - 37 – 14 - 38 – 13 - 39 – 12 - 40 – 11 | - 41 – 10 - 42 – 9 - 43 – 8 - 44 – 7 - 45 – 6 | - 46 – 5 - 47 – 4 - 48 – 3 - 49 – 2 - 50 – 1. |

Zawodnicy z numerami startowymi 1–25 otrzymują plastrony w kolorze czerwonym, zaś z numerami 26–50 w kolorze niebieskim. Po oddaniu skoków zawodnicy stoją na punkcie o czerwonej bądź na niebieskiej macie (w zależności od koloru plastronu zawodnika) i stoją do momentu ogłoszenia zwycięzcy pary. Po tym momencie zwykle gratulują sobie nawzajem i wspólnie opuszczają zeskok.
Do serii finałowej przechodzi 30 zawodników: 25 zwycięzców każdej z par oraz 5 przegranych z najwyższym notami, tzw. lucky losers (oficjalnie nazywani best losers). Jeśli w ramach jednej pary obaj skoczkowie otrzymają tę samą notę, awansuje zawodnik z niższym numerem startowym. Liczba uczestników drugiej serii może być powiększona o skoczków, którzy upadli przy swojej próbie i osiągnęli co najmniej 95% długości najdłuższego skoku pierwszej serii (obliczanej na podstawie kompensacji za warunki wietrzne i długość rozbiegu) – może zatem wystąpić w niej ponad 30 zawodników. Jeśli liczba wyłonionych zwycięzców par jest mniejsza niż 25, listę zakwalifikowanych do drugiej serii uzupełnia się o odpowiednią liczbę lucky losers. Kolejność startu w serii finałowej jest taka sama, jak w przypadku innych konkursów w skokach narciarskich – od zawodnika z najniższą notą w pierwszej serii do tego z najwyższą.
W sezonie 1996/1997 listę startową pierwszej serii ustalano na podobnych zasadach, jak wymienione wcześniej, ale numery startowe przyznawano według kolejności oddawania prób, a nie według miejsc zajętych w kwalifikacjach, np. 25. zawodnik kwalifikacji występował z numerem 1, 26. z numerem 2, 23. z numerem 3 itd. aż do ostatniej pary, w której 50. skoczek kwalifikacji miał numer 49, a ich zwycięzca skakał z numerem 50.

## Wyjątki
Od czasu wprowadzenia systemu KO w Turnieju Czterech Skoczni nie zastosowano go w przypadku 10 konkursów.
W ośmiu przypadkach system KO pominięto zgodnie z odpowiednią zasadą regulaminową, nakazującą rezygnację z niego, jeśli kwalifikacje nie mogły odbyć się w dniu poprzedzającym konkurs główny:
- 46. TCS, Oberstdorf – 29 grudnia 1997[8][9],
- 51. TCS, Bischofshofen – 6 stycznia 2003[10][11],
- 52. TCS, Bischofshofen – 6 stycznia 2004[12][13],
- 56. TCS, Garmisch-Partenkirchen – 1 stycznia 2008[14][15],
- 56. TCS, Bischofshofen – 5 stycznia 2008 (konkurs przeniesiony z Innsbrucka)[16][17],
- 56. TCS, Bischofshofen – 6 stycznia 2008[18][19],
- 58. TCS, Innsbruck – 3 stycznia 2010[20][21],
- 67. TCS, Bischofshofen – 5 stycznia 2019[22][23].

Ponadto raz kwalifikacje odwołano (60. TCS, Bischofshofen, powodem były złe warunki atmosferyczne), a raz anulowano ich wyniki (69. TCS, Oberstdorf, powodem było przywrócenie do startu reprezentantów Polski po pierwotnym ich wykluczeniu w związku z wynikami badań na obecność COVID-19).